# Bernardo Eberhart Keilhau
Bernardo Eberhart Keilhau (født 1624 eller 1626 i Helsingør, død 3. eller 4. februar 1687 i Rom) var en dansk kunstmaler også kendt under navnene Bernhard Keil og Monsù Bernardo.
Hans forældre var maleren Caspar Kegelhoff og oldfrue på Kronborg Anne Ewertsdatter.
Keilhau var elev af Rembrandt. 
Flere af Keilhaus malerier befinder sig på Statens Museum for Kunst.